# Arre (riu)
L'Arre és un riu francès que té el seu naixement al massís de les Cévennes entre la Causse del Larzac i el massís de l'Aigoual al departament del Gard. Desemboca al riu Erau, al veïnat de Pont d'Hérault. Amb un cabal anual de 5,5m³/s, és el tercer afluent més gran de l'Erau. Travessa les localitats de Le Vigan, Arre, Bez, Molières-Cavaillac i Avèze. Els seus afluents principals són: le Souls, la Glepe, le Coudoulous i l'Arboux.

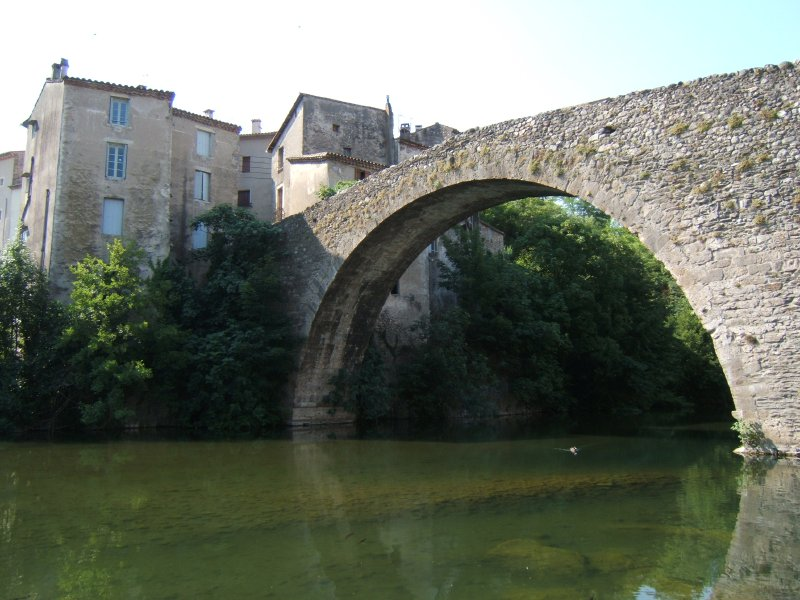
L'Arre a l'estiu